# Thorsten Unger
Thorsten Unger (* 1962) ist ein deutscher Literaturwissenschaftler.

## Leben
Nach dem Studium der Evangelischen Theologie, Germanistik, Komparatistik und erziehungswissenschaftlicher Fächer an den Universitäten Göttingen und Urbana-Champaign (erstes Staatsexamen 1989), der Promotion 1992 an der Universität Göttingen und der Habilitation mit Lehrbefugnis Deutsche Philologie 2002 ist er seit 2011 Lehrstuhlinhaber für Germanistische Kulturwissenschaft: Neuere deutsche Literatur in Magdeburg.
Seine Interessengebiete sind Fragestellungen zur Literatur- und Kulturgeschichte seit dem 17. Jahrhundert (bes. 18. Jahrhundert und Klassische Moderne), Komparatistik und Übersetzungswissenschaft. Seine Schwerpunkte sind Dramen- und Handlungstheorie, Komik und Humor, Arbeit und Erwerbslosigkeit, Katastrophendiskurs, Literarische Anthropologie, Intermedialität, Editionen, Wissenschaftsgeschichte und Osculologie.

## Schriften (Auswahl)
- Handeln im Drama. Theorie und Praxis bei J. Chr. Gottsched und J. M. R. Lenz. Göttingen 1993, ISBN 3-525-20569-4.
- Diskontinuitäten im Erwerbsleben. Vergleichende Untersuchungen zu Arbeit und Erwerbslosigkeit in der Literatur der Weimarer Republik. Tübingen 2004, ISBN 3-484-35103-9.
- mit Armin Burkhardt (Hg.): Der Erste Weltkrieg. Interdisziplinäre Annäherungen. Hannover 2018, ISBN 3-86525-630-9.
- Hg.: Bücher für die Front. Feldpostreihen des Zweiten Weltkriegs. Ausstellungskatalog. Hannover 2019, ISBN 3-86525-731-3.